# 下館ラーメン
下館ラーメン（しもだてラーメン）は、茨城県筑西市のうち、主に旧下館市界隈に所在する店舗で供されるラーメンの形態。

## 概要
- 醬油ベースのスープに鶏肉のチャーシュー、縮れ麺が特徴。
- 戦後間もない頃は一般的なチャーシューの原材料である豚肉は高価であった。その代替品として、比較的安価だった鶏肉を用いたことが鶏チャーシューの由来と言われている。
- また、少加水の縮れ麺が使われた理由としてかつては「商都下館」や「関東の大阪」と形容されるほどの商業集積があったことに由来するという。その商業集積ゆえの多忙さから出前文化が発達し、その流れで麺が伸びないように工夫されたのがはじまりという。
- 鶏皮のトッピングが一般的になされるようになったのは平成に入ってからのもので、かつては付け合わせにはあったものの一般的ではなかった。
- 永らく下館ラーメンの系譜を継ぐ店舗の新規開店はなかったが、平成末期になると南町（下館駅南口界隈）に「麺屋あおい」や「支那そばやそじ」といった店舗が出店、同じく旧下館市域を擁する筑西市にオープンした道の駅グランテラス筑西のフードコートにおいても下館ラーメンが取り扱われたり、市内業者によって自宅で調理できる下館ラーメンのセットが発売されたりと新たな動きも見られている。

## 主な店舗
- 大半が旧下館市域に所在するが、一部は隣接する栃木県真岡市（旧二宮町）や旧関城町に所在する。
- 筑波軒（東町）
- 盛昭軒（本城町）
- さくらい食堂（末広町）
- 永盛食堂（本城町）
- 盛信軒（下平塚）
- あじさいラーメン（羽黒坂）